# Dorfkirche Grabow (Mühlenfließ)

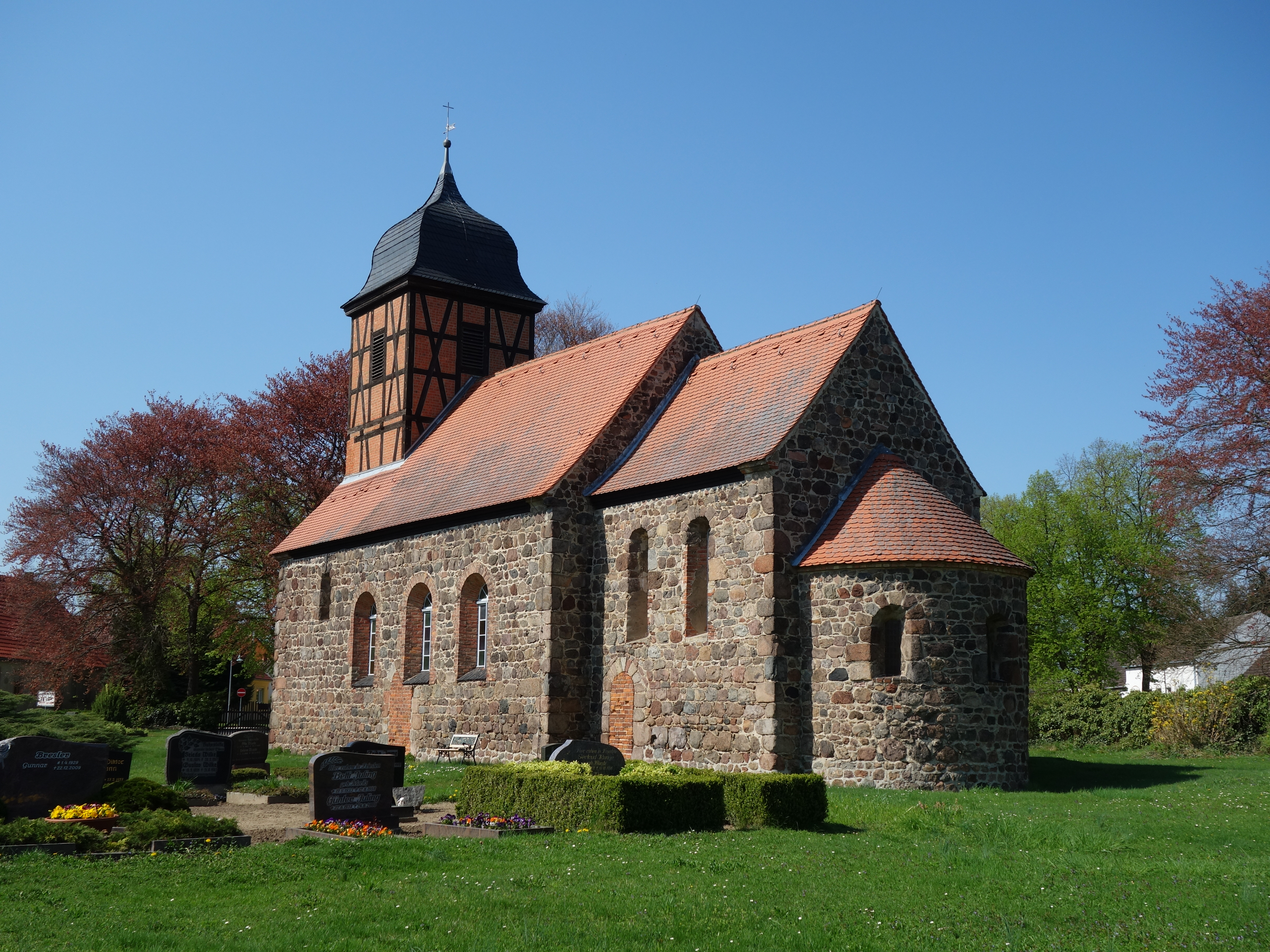
Dorfkirche Grabow (Mühlenfließ)

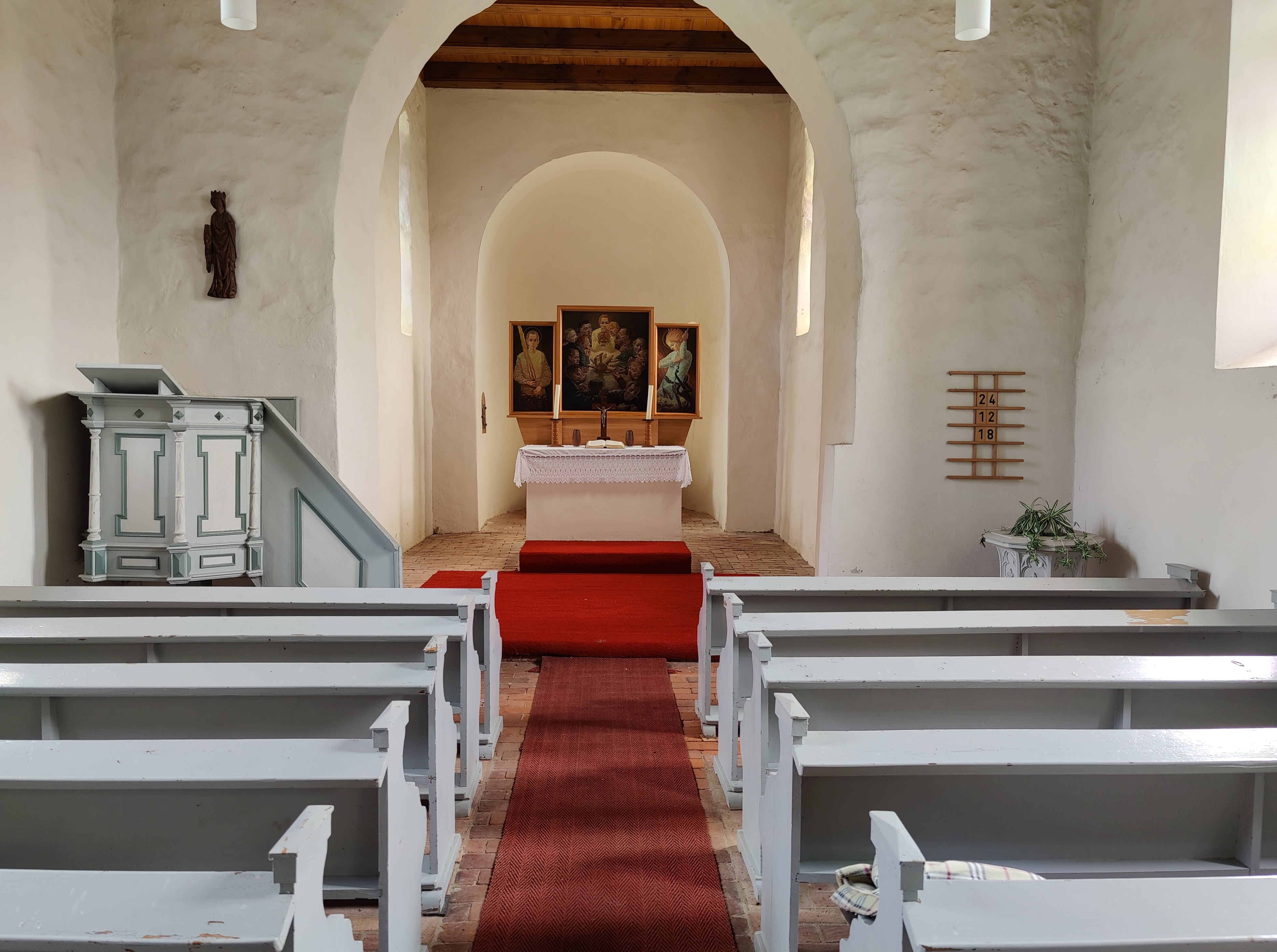
Innenansicht

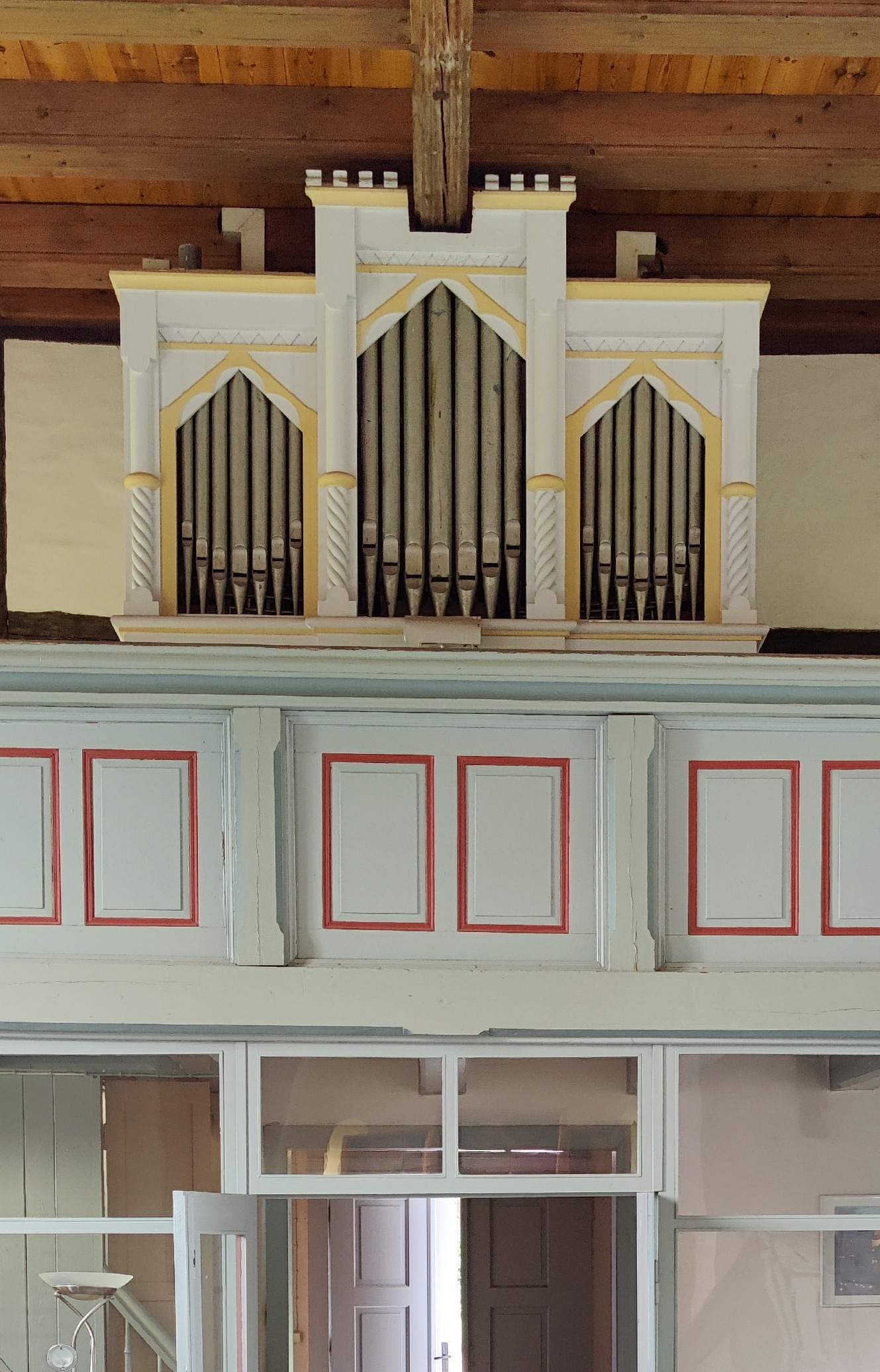
Blick zur Orgel

Die evangelische Dorfkirche Grabow ist eine romanische Saalkirche im Ortsteil Grabow von Mühlenfließ im Landkreis Potsdam-Mittelmark in Brandenburg. Die Kirchengemeinde Grabow gehört zum Pfarrbereich Niemegk im Kirchenkreis Mittelmark-Brandenburg der Evangelischen Kirche Berlin-Brandenburg-schlesische Oberlausitz.

## Geschichte und Architektur
Die Kirche ist ein sorgfältig gemauertes, spätromanisches Saalbauwerk aus Feldstein mit gequaderten Ecken, die auf Anfang bis Mitte des 13. Jahrhunderts datiert wird und mit eingezogenem quadratischen Chor und Apsis versehen ist. Sie wurde 1893 ausgebaut, damals wurde vermutlich der quadratische Fachwerkdachturm mit geschweifter Haube errichtet. 1952 wurde das Bauwerk nach Kriegsschäden wiederhergestellt; in den Jahren 1992/1993 erfolgte eine weitere Restaurierung mit Erneuerung des Turms. 
Die ursprünglichen kleinen, hochsitzenden und rundbogigen Fenster sind an der Apsis und teils am Chor erhalten, wurden aber dort 1893 nach unten verlängert; gleichzeitig wurden die Schiffsfenster vergrößert sowie das rundbogige Westportal eingebrochen. Im Schiff sind zwei Rundbogenportale erkennbar, weiterhin eine südliche Priesterpforte in bogenrahmender Flachschicht; alle diese Zugänge wurden im 17. oder zu Beginn des 18. Jahrhunderts mit Ziegeln vermauert; heute erfolgt der Zugang über die Westseite. 
Innen ist das Bauwerk flachgedeckt; ein rundbogiger Apsisbogen und ein leicht spitzbogiger Triumphbogen gliedern den Raum. Im Westen ist eine Empore eingebaut.

## Ausstattung
Eine polygonale hölzerne Kanzel des 17. Jahrhunderts ist von der alten Ausstattung erhalten. Das Altartriptychon mit Gemälden von Rudolf Nehmer stammt aus dem Jahr 1956. Die vermutlich aus Stuck gefertigte achteckige Taufe aus dem 19. Jahrhundert ist mit neugotischen Ornamenten verziert. Eine Schnitzfigur aus der Zeit um 1430 ist über der Kanzel angebracht.

## Orgel
Die Orgel ist ein Werk von Friedrich Wilhelm Lobbes (Niemegk) aus dem Jahr 1893. Sie hat sieben Register auf einem Manual und Pedal. Nach Beschädigungen bei Bauarbeiten in den 1990er-Jahren ist sie nicht mehr spielbar. Die Disposition lautet:
| Manual C–f3     |    |
| Prinzipal       | 8′ |
| Flauto traverso | 8′ |
| Gambe           | 8′ |
| Octave          | 4′ |
| Hohlflöte       | 4′ |
| Rauschquinte II |    |

| Pedal C–d1 |     |
| Subbaß     | 16′ |

- Pedalcoppel
- Calcanten-Glocke
- Vacat